# Takuya Takei
Takuya Takei (født 25. januar 1986) er en japansk fodboldspiller.
Han har spillet for flere forskellige klubber i sin karriere, herunder Gamba Osaka, Vegalta Sendai og Matsumoto Yamaga FC.